# Refontoura
Refontoura ist eine Gemeinde (Freguesia) im portugiesischen Kreis Felgueiras. In ihr leben 1897 Einwohner (Stand 19. April 2021).